# Batalla de Kaliakra
La batalla de Kaliakra, también conocida como el ataque del Drazki (búlgaro: Атаката на Дръзки), fue un enfrentamiento naval que tuvo lugar el 21 de noviembre de 1912 entre Bulgaria y el Imperio otomano en el contexto de la primera guerra de los Balcanes. La batalla ocurrió a 32 millas del principal puerto búlgaro, Varna, y fueron los búlgaros los que salieron victoriosos.

## Antecedentes
Después de las fuertes derrotas sufridas por el Imperio otomano a manos de los búlgaros en las batallas de Lozengrado y Lule-Burgas, los turcos estaban desesperadamente necesitados de suministros de armas, municiones y comida de Alemania y Austria-Hungría, que eran transportados al puerto rumano de Constanza y desde allí llevados a Estambul. Para la costa búlgara esto representaba un peligro, pues se corría el riesgo de un bombardeo o desembarco. De hecho, el 29 de octubre de 1912 el capitán del crucero turco Hamidiye exigió la rendición de Varna y Balchik o que se atuvieran a ser bombardeadas, amenaza que no se cumplió.

## La batalla
El 21 de noviembre, la comandancia de la Marina búlgara en Varna recibió un informe que avisaba de la presencia de dos cargueros de Constanza hacia la capital otomana. Los guardacostas confirmaron la presencia de barcos militares turcos en el área del cabo Kaliakra, y los búlgaros dieron órdenes a sus torpederos de hundir o capturar las naves enemigas. A las 22:30 el escuadrón consistente en el buque insignia Letyashti, el Smeli, el Strogi y el Drazki partieron por el paso del norte a través de los campos de minas comandados por el capitán Dimitar Dobrev. A las 0:30 avistaron un gran barco a 32 millas de Varna, que resultó ser el crucero Hamidiye. A las 0:40 se dio la señal de ataque desde la nave capitana, y cinco minutos después el Letyashti disparaba sus torpedos a una distancia de 500-600 metros.
A partir de ese momento, los turcos opusieron un intenso fuego. El Smeli y el Strogi intentaron sin éxito torpedear al enemigo. El Smeli fue alcanzado por una granada de 155 mm y la situación se volvió crítica cuando barcos antitorpederos turcos acudieron en apoyo del Hamidiye, pero los marineros del buque búlgaro se las arreglaron para hacer frente a los daños. El Drazki fue el último buque que disparó contra el crucero enemigo, y esta vez el Hamidiye fue alcanzado en el casco, provocándole un agujero de 10 m², y sólo la calma en que se hallaba el mar lo salvó de hundirse. Los turcos tuvieron 8 muertos y 30 heridos. Después de un breve fuego de artillería, el Drazki volvió al punto de reunión. La escuadra regresó a Varna por la mañana. Los búlgaros habían tenido sólo un herido, un contramaestre del Smeli.

## Consecuencias
La victoria búlgara sobre un enemigo significativamente más numeroso y fuerte hizo un serio daño físico y moral a la marina otomana. Gravemente dañado y medio hundido, el Hamidiye fue remolcado a Estambul por la popa, pues la zona frontal estaba bajo el agua, y no fue reparado hasta el final de la guerra. A causa de la derrota, los turcos abandonaron cualquier operación marítima cerca de la costa búlgara.